# Jai Courtney
Jai Courtney (Sydney, 1986. március 15. –) ausztrál származású színész. 
Eddigi karrierjének legismertebb szerepe a 2010-es Spartacus: Vér és homok című sorozatban Varro alakítása. 2012. február 22-én bejelentették, hogy Courtney lesz az ifjú McClane a Die Hard-sorozat ötödik, Die Hard – Drágább, mint az életed című részében.

## Fiatalkora
1986. március 15-én született Sydneyben (Új-Dél-Wales), és a Sydney külvárosában lévő Cherrybrookban nőtt fel. Édesapja, Chris egy állami tulajdonú villamosenergia-társaságnál dolgozott, édesanyja, Karen pedig a Galston Magániskola tanára volt, ahol Courtney és nővére egyaránt diákok voltak. Courtney rögbizett és a színjátszó körben is részt vett. Ezután a Cherrybrook Technology High School-ba és a Western Australian Academy of Performing Arts-ra járt, 2008-ban érettségizett. Az egyetemen balettórákat vett, de nem járt sikerrel.

## Pályafutása

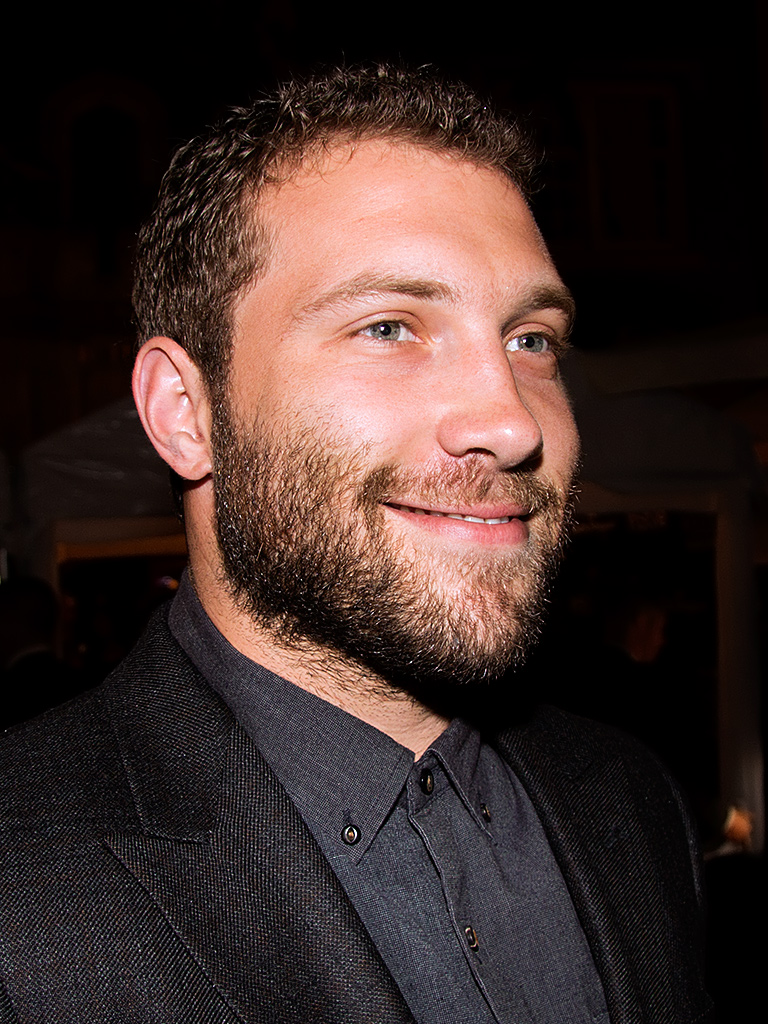
A 2013-as Torontói Nemzetközi Filmfesztiválon

Első szerepe a 2005-ös Boys Grammar rövidfilmben volt, amelyben Daniel Feuerriegel és Adam J. Yeend is szerepelt. 2008-ban szerepet kapott a Család csak egy van című ausztrál sorozatban, majd vendégszereplőként feltűnt a népszerű Szentek kórháza című sorozatában, a To Hell & Bourke vígjátékban és több rövidfilmben. 2010-ben a Spartacus: Vér és homok 10 epizódjában játszotta Varro szerepét. 2012-ben Tom Cruise mellett volt látható a Jack Reacher című akciófilmben, valamint Bruce Willis filmbeli fiát, Jacket alakította a Die Hard – Drágább, mint az életed akciófilmben. 2014-ben az Én, Frankenstein és a Bűnös titkok című filmekben tűnt fel.
Courtney Eric Coultert, a gyakorló frakció egyik vezetőjét alakította A beavatott (2014) című sci-fi-fantasyfilmben. Ugyanebben az évben Hugh „Cup” Cuppernellt alakította a Rendíthetetlenben, Cyril Hughes alezredest pedig az Akihez beszél a föld című filmben. 2015-ben újra eljátszotta Eric szerepét a A beavatott-sorozat: A lázadó sci-fi filmben. Szintén 2015-ben Kyle Reese-t formálta meg a Terminátor: Genisys című filmben. A prjoket kedvezőtlen kritikákat kapott és alul teljesített a jegypénztáraknál. Dan Jolin az Empire magazinban írt kritikájában Courtney-t „túl izmosnak és unalmasnak” nevezte Reese szerepéhez.

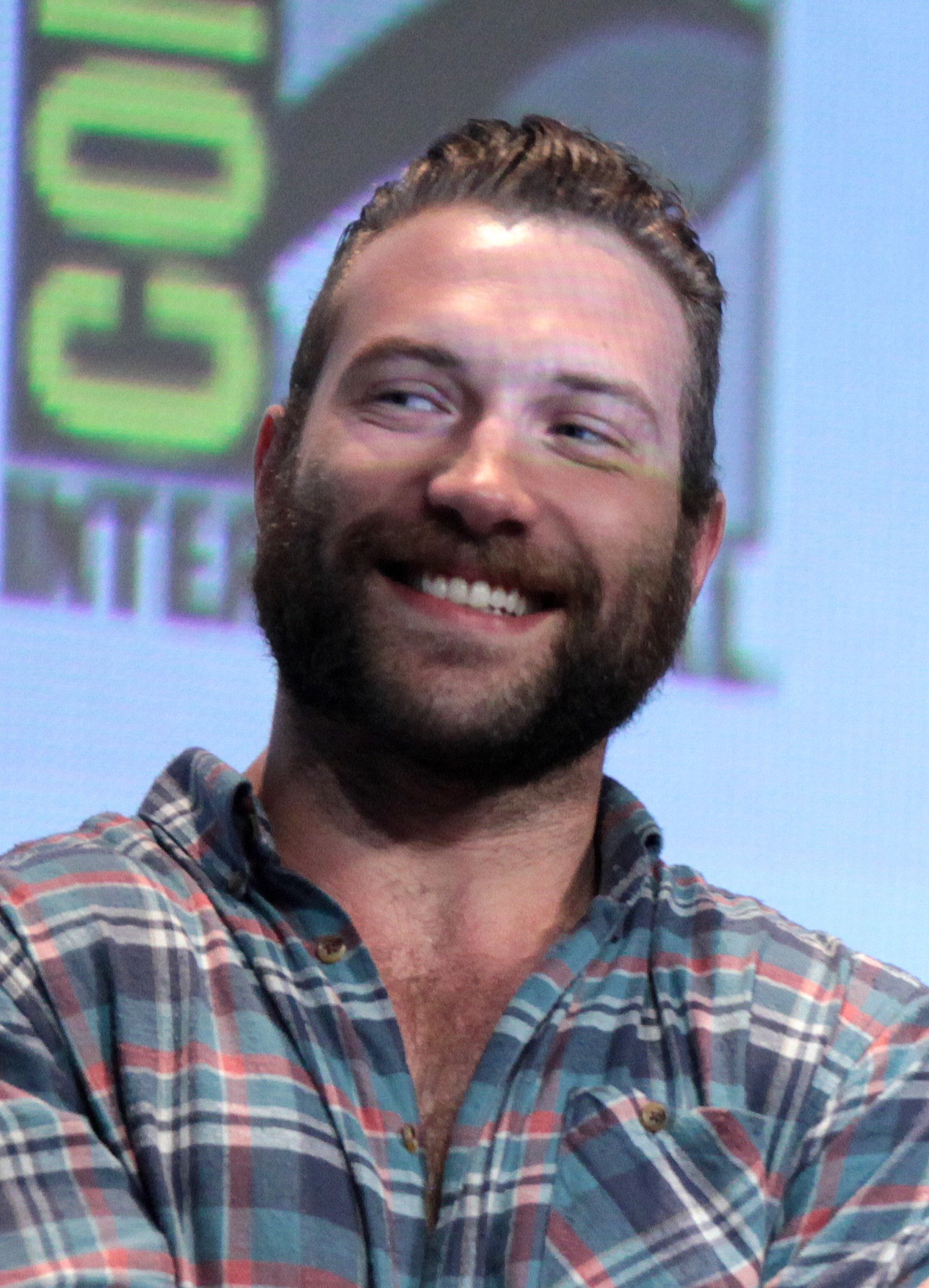
A 2015-ös San Diego-i Comic-Conon

2015 márciusában aláírta a szerződést, hogy eljátsza Boomerang kapitányt a 2016-os DC-moziuniverzum Suicide Squad – Öngyilkos osztagban című filmjében. A kritikusok szigorúan bírálták a filmet, a The Washington Post újságírója, Michael O'Sullivan szerint Courtney „alig tűnik fel” a szerepében. Ennek ellenére a projekt kereskedelmi szempontból sikeres volt a mozikban. 2017-ben a Melbourne Theatre Company Macbeth című előadásában játszotta a címszerepet. A darabot véleményezve; Cameron Woodhead, a The Sydney Morning Herald újságírója kihangsúlyozta „a versek nem tökéletes ismeretét”.  2019-ben egy korrupt adósságbehajtó, Wizz szerepét játszotta a Buffaloed című független bűnügyi vígjáték-drámában, Zoey Deutch és Judy Greer mellett. A kritikusok összességében pozitív értékeléseket adtak a filmre, Courtney alakítását is dicsérték. Sheila O'Malley a RogerEbert.com-tól úgy fogalmazott, a színész „gyönyörűen gonosz és aljas” módon játssza a karaktert.
Ezt követően egy korrupt FBI-ügynököt alakított a 2020 októberében bemutatott Becsületes tolvaj thrillerfilmben. Alonso Duralde, a TheWrap újságírója dicsérte hatékonyságát a gonosz szerepben. Courtney újra eljátszotta Boomerang kapitány szerepét a The Suicide Squad – Az öngyilkos osztag című filmben, amely a Suicide Squad – Öngyilkos osztag önálló folytatása. A film 2021 augusztusában került a mozikba, és pozitív kritikai fogadtatásban részesült. Ezután a Black Site című akcióthrillerben, valamint A végső lista és a Kaleidoszkóp thriller sorozatokban volt látható.

## Magánélete
Courtney nyolc évig járt Gemma Pranita ausztrál színésznővel, mielőtt 2013-ban szakítottak. 2015 és 2022 között az Adelaide-ben született Mecki Denttel volt párkapcsolatban.
Courtneynek számos tetoválása van, többek között egy kötél, egy koponya és egy kutya. A The Suicide Squad – Az öngyilkos osztag című filmben vele együtt szereplő Margot Robbie két tetoválást is csináltatott Courtney-nak: az egyiket Robbie szülőállamának, Queenslandnek a rövidítése (QLD), miután elvesztette egy State of Origin fogadását, a másikat pedig a filmben nyújtott alakításának emlékére, amelyen a „SKWAD” felirat látható. Korábbi dohányosként 2019-ben azt nyilatkozta, hogy évekkel korábban leszokott. Courtney háttérvokált énekelt a Pinch Hitter zenekar When Friends Die in Accidents debütáló albumának All of a Sudden című dalában.

## Filmográfia

### Film
| Év   | Magyar cím                              | Eredeti cím            | Szerep                                      | Magyar hang     | Rendező               |
| ---- | --------------------------------------- | ---------------------- | ------------------------------------------- | --------------- | --------------------- |
| 2009 |                                         | Stone Bros.            | Eric                                        |                 | Richard Frankland     |
| 2012 | Jack Reacher                            | Jack Reacher           | Charlie                                     | Varga Gábor     | Christopher McQuarrie |
| 2013 | Die Hard – Drágább, mint az életed      | A Good Day to Die Hard | John „Jack” McClane, Jr. CIA ügynök         | Király Attila   | John Moore            |
| 2014 | Én, Frankenstein                        | I, Frankenstein        | Gideon                                      | Varga Gábor     | Stuart Beattie        |
| 2014 | A beavatott                             | Divergent              | Eric Coulter                                | Király Attila   | Neil Burger           |
| 2014 | Bűnös titkok                            | Felony                 | Jim Melic                                   | Varga Gábor     | Matthew Saville       |
| 2014 | Rendíthetetlen                          | Unbroken               | Hugh „Cup” Cuppernell                       | Bozsó Péter     | Angelina Jolie        |
| 2014 | Akihez beszél a föld                    | The Water Diviner      | Cyril Hughes alezredes                      | Makranczi Zalán | Russell Crowe         |
| 2015 | A beavatott-sorozat: A lázadó           | Insurgent              | Eric Coulter                                | Király Attila   | Robert Schwentke      |
| 2015 | Terminátor: Genisys                     | Terminator Genisys     | Kyle Reese                                  | Szabó Máté      | Alan Taylor           |
| 2015 | Egy katona élete                        | Man Down               | Devin Roberts                               | Varga Gábor     | Dito Montiel          |
| 2016 | Suicide Squad – Öngyilkos osztag        | Suicide Squad          | George Harkness / Bumeráng kapitány         | Anger Zsolt     | David Ayer            |
| 2016 |                                         | The Exception          | Stefan Brandt kapitány                      |                 | David Leveaux         |
| 2019 | Viharfiú                                | Storm Boy              | rejtőzködő Tom                              | Király Attila   | Shawn Seet            |
| 2019 | Alita: A harc angyala                   | Alita: Battle Angel    | Jashugan (cameo)                            | Pál Tamás       | Robert Rodríguez      |
| 2019 |                                         | Semper Fi              | Chris Callahan                              |                 | Henry-Alex Rubin      |
| 2019 |                                         | Buffaloed              | Wizz                                        |                 | Tanya Wexler          |
| 2020 | Ragadozó madarak                        | Birds of Prey          | George Harkness / Bumeráng kapitány (cameo) | Anger Zsolt     | Cathy Yan             |
| 2020 | Farkasbőrben                            | 100% Wolf              | Hősszív (hangja)                            | Rosta Sándor    | Alexs Stadermann      |
| 2020 | Becsületes tolvaj                       | Honest Thief           | John Nivens ügynök                          | Pál András      | Mark Williams         |
| 2021 | The Suicide Squad – Az öngyilkos osztag | The Suicide Squad      | George Harkness / Bumeráng kapitány         | Anger Zsolt     | James Gunn            |
| 2021 | Sokk                                    | Jolt                   | Justin                                      |                 | Tanya Wexler          |
| 2022 |                                         | Black Site             | Raymond Miller                              |                 | Sophia Banks          |
| 2023 |                                         | Catching Dust          | Clyde                                       |                 | Stuart Gatt           |
| 2024 | Vakarcs                                 | Runt                   | Bryan Shearer                               | Király Attila   | John Sheedy           |
| 2025 | Veszélyes állatok                       | Dangerous Animals      | Tucker                                      |                 | Sean Byrne            |

### Televízió
| Év        | Cím                       | Eredeti cím                              | Szerep          | Megjegyzés                                      |
| --------- | ------------------------- | ---------------------------------------- | --------------- | ----------------------------------------------- |
| 2008      | Szentek kórháza           | All Saints                               | Harry Avent     | 2 epizód                                        |
| 2008–2009 | Család csak egy van       | Packed to the Rafters                    | Damian          | 2 epizód                                        |
| 2010      | Spartacus: Vér és homok   | Spartacus: Blood and Sand                | Varro           | 10 epizód                                       |
| 2017      |                           | Wet Hot American Summer: Ten Years Later | Garth MacArthur | 4 epizód                                        |
| 2020      | Bevándorlók Ausztráliában | Stateless                                | Cam Sandford    | 6 epizód                                        |
| 2022      | Love, Death & Robots      | Love, Death & Robots                     | Steve Horn      | 1 epizód                                        |
| 2022      | A végső lista             | The Terminal List                        | Spencer         | 3 epizód                                        |
| 2023      | Kaleidoszkóp              | Kaleidoscope                             | Bob Goodwin     | - főszereplő - magyar hangja: - Makranczi Zalán |
| 2023      |                           | The Summit                               | önmaga          | műsorvezető                                     |
| 2025      | A vadnyugat születése     | American Primeval                        | Virgil Cutter   | 6 epizód                                        |

### Színház
| Év   | Cím     | Szerep  | Megjegyzés                |
| ---- | ------- | ------- | ------------------------- |
| 2017 | Macbeth | Macbeth | Melbourne Theatre Company |